# Ommerkanaal (kanaal)
Het Ommerkanaal is een kanaal in de gemeenten Ommen en Hardenberg in de Nederlandse provincie Overijssel.
Al bij de aanleg van de Dedemsvaart in 1810 zag het gemeentebestuur van Stad Ommen het belang in van een verbinding tussen dit kanaal en de Vecht. Deze pogingen zijn gestrand. Toen echter de afwatering van de Dedemsvaart problemen ging opleveren door de grotere waterafvoer uit de ontgonnen veengebieden, ontstond er behoefte aan afwateringskanaal naar de Vecht. In de jaren 1865-1866 werd het Ommerkanaal aangelegd als zijkanaal van de Dedemsvaart. Het kanaal liep langs de oostzijde van de stad Ommen, via de Rotbrink, naar een haven bij de Hardenbergerweg. Er was geen directe verbinding met de Vecht. Wel kon men via een duiker onder de Hardenbergerweg door water spuien op een oude Vechtarm.
Bij de aanleg is het kanaal is geschikt gemaakt voor zompen, een in die periode in Oost-Nederland veel gebruikt type schip, en pramen. Vanwege de geringe afmetingen van het kanaal konden grotere schepen het kanaal niet bevaren. Ten behoeve van de scheepvaart is het kanaal aan het einde van de negentiende eeuw nog verbreed. Ook de haven in Ommen is in deze tijd uitgediept. Vanaf die tijd konden ook grotere schepen tot zo'n 80 ton gebruikmaken van het kanaal.
Door de slechte bevaarbaarheid in de zomermaanden, nam de scheepvaart op de Dedemsvaart in de jaren 1920-1925 met 25 % af. Het vervoer via de Overijsselse Kanalen en de Hoogeveense Vaart nam in die periode juist toe. Ook op het Ommerkanaal was deze afname van het verkeer merkbaar. Het belang van het kanaal als scheepvaartroute nam steeds meer af. Na de Tweede Wereldoorlog maakten schippers steeds meer bezwaar tegen het vervoer van vracht via het smalle en ondiepe kanaal naar Ommen. Ondanks het uitbaggeren in de jaren 50 is het in 1964 voor de scheepvaart gesloten. Sindsdien heeft het kanaal weer een functie ten behoeve van de afwatering van het gebied. De haven in Ommen en het trace langs de Rotbrink zijn midden jaren 60 gedempt. Vanaf de Balkerweg is een nieuw trace gegraven langs de westzijde van Ommen naar de Vecht. In Dedemsvaart is oostelijk van het oude kanaal een nieuw kanaal gegraven, dat verder is doorgetrokken via een trace ten noorden van het dorp naar Lutten. Bij Slagharen sluit de Lutterhoofdwijk op het Ommerkanaal aan.

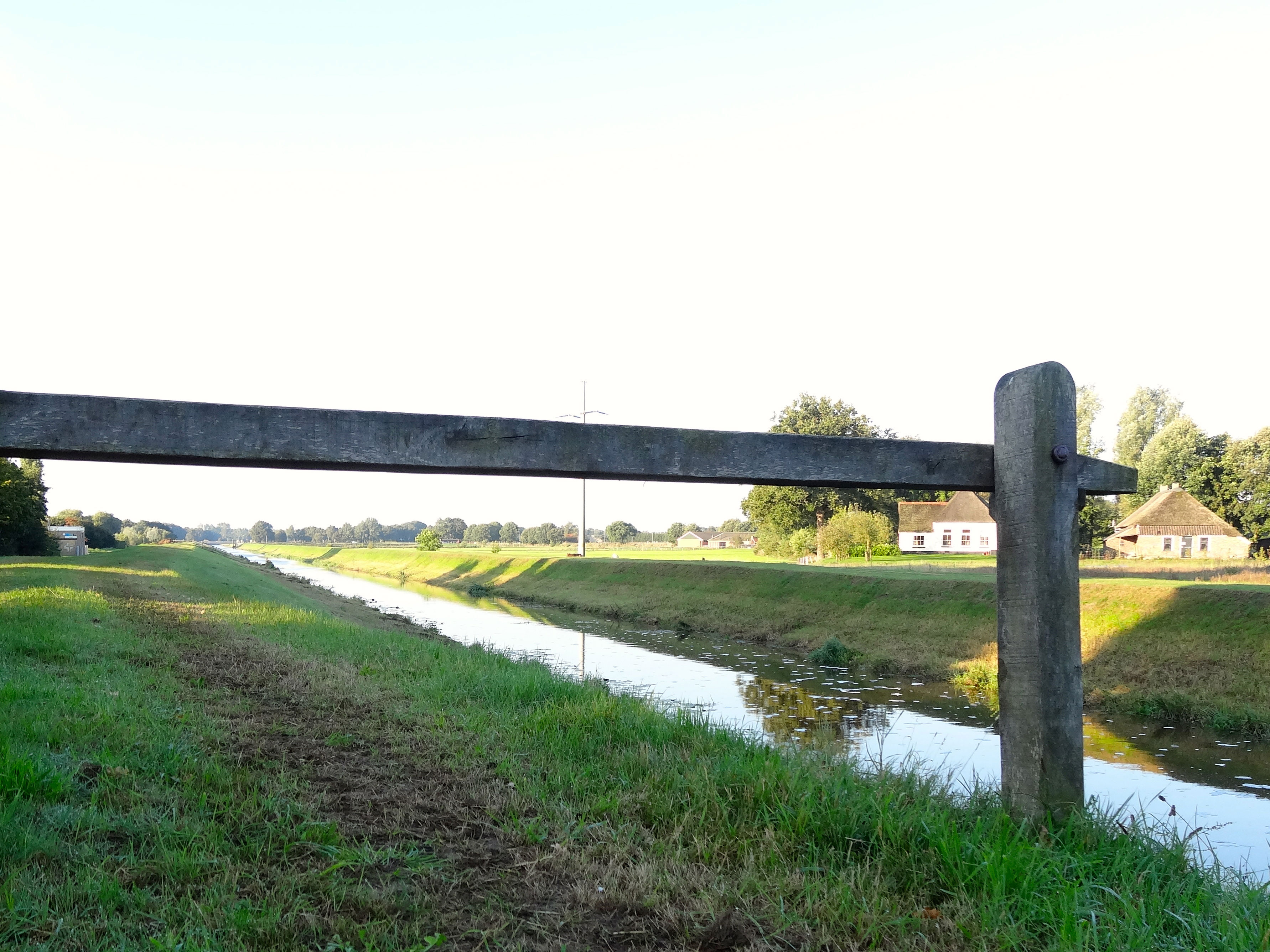
Het Ommerkanaal nabij Ommen anno 2013